# Стефанович, Николай Иванович
Николай Иванович Стефанович (25 апреля 1864 — не ранее 29 июля 1942) — российский предприниматель.

## Биография
Родился 25 апреля 1864 года в Полтавской губернии, у него был брат Никита. Их отец был священником. Когда Николаю Ивановичу было 8 лет, умер его отец, после этого был отдан учеником Харьковский завод в кузнечный цех. Спустя два года был забран оттуда и отдан на учебу для подготовки к поступлению в духовное училище. Затем учился в Полтавской духовной семинарии, которую окончил с отличием в 1888 году. После этого женился на уроженке Одессы Софье Ильиничне, работавшей учительницей.
Следующие после окончания семинарии 7 лет работал священником, также преподавал в начальных школах при Полтавской духовной семинарии, женском епархиальном училище, при воскресной школе и трехклассном городском училище. В 1896 году, испытав влияние идей Л. Н. Толстого, пересмотрел своё отношение к религии, снял сан священника и перешёл на работу в Полтавское губернское земство.
В 1898 году был подвергнут административной высылке из губернии на 3 года и вынужден был переехать сначала в Москву, потом, в 1899 году, в Луганск. Там руководил строительством Луганского казенного № 6 виноочистительного склада (завода), после завершения постройки, возглавил его. При заводе совместно с супругой открыл заводскую библиотеку и школу для рабочих, в которой они оба преподавали.
Создал в Луганске отделение общества «Просвещение», был лектором «общественной аудитории», состоял в правлении общества любителей драматического искусства, музыки и пения, входил в совет старшин Горно-коммерческого клуба. Постановлением Луганской городской думы от 28 декабря 1907 года Н. И. Стефанович назначен на трехлетний срок членом попечительского совета женской гимназии, позднее он еще дважды переизбирался — 2 февраля 1908 года и в 1911 году.
В 1912 году Луганским городским избирательным собранием Николай Иванович был избран гласным городской Думы, а затем — членом Управы до 1917 года. Он заведовал народным образованием в городе и состоял членом уездного учительского совета. 16 сентября 1915 года назначен председателем Луганского Всероссийского союза помощи больным и раненым воинам. В сентябре 1915 года по предложению Николая Ивановича в здании не работающего в военное время виноочистительного завода № 6 был открыт лазарет для больных и раненых воинов. 12 октября 1915 года Н. И. Стефанович выступил на заседании Думы с докладом «По эксплуатации Луганской электрической станции», после этого была проведена модернизация станции, что привело к увеличению ее мощности .
В 1917 году был избран членом Временной комиссии по делам городского самоуправления. 28 апреля этого же года на основании личного прошения оставил службу и с 1 мая вошел в число служащих Славяносербского земства. Кроме того, состоял секретарем Союза земских работников и председателем примирительной камеры этого союза, членом земской управы.
На заседании Славяносербского уездного земского собрания от 21 августа 1917 года Николай Иванович Стефанович был избран почетным мировым судьей, а в ноябре этого же года работал секретарем уездной комиссии Славяносербского уезда по вопросам избрания в Учредительное Собрание на выборах в ноябре 1917 года. 1 сентября 1919 года стал секретарём в Славяносербском союзе кооператоров.
В январе 1920 года в доме Николая Ивановича был открыт Губернский культурный музей, с ноября 1920 года — Музей живописной культуры .
В 1920-22 гг. Николай Иванович преподавал в социально-экономической школе, читал историю Донбасса, курс коммерческой корреспонденции и делопроизводства. В 1920—1924 — в рабочем техникуме. В 1920—1923 гг — в Политехническом училище, в 1922-23 — в Кооперативном техникуме; в 1923 году студентам Сельскохозяйственного техникума — историю украинской литературы. В начале 20-х гг. Николай Иванович преподает географию в трудовых школах города № 6 и № 2. В 1929 году преподавал в трудовой школе № 13 .
Осенью 1926 года вместе с супругой был выселен из квартиры при музее и поселился в соседнем доме, где прописался только в январе 1942 года. Вплоть до начала Великой Отечественной войны работал в Строительном техникуме .
После оккупации Луганска немцами остался в городе, 29 июля 1942 года прошел регистрацию в паспортном отделе Ворошиловградской городской полиции. Дальнейшая судьба неизвестна .

## Награды[2][1]
- орден «Святого Станислава» III степени — за развитие системы образования в Луганске;
- медаль «За труды по первой всеобщей переписи населения»;
- медаль «В память 300-летия царствования Дома Романовых»;
- медаль «За труды по всеобщей мобилизации 1914 года».